# 鈴木修 (ロードレース)
鈴木 修 (すずき おさむ、英: Osamu Suzuki、1953年8月27日 - ) は、日本の元オートバイ・ロードレース選手。1977年の全日本ロードレース選手権350cc及び1980年の全日本750ccチャンピオン。1984年引退。

## 経歴
名古屋の「プレイメイト・レーシング」に所属し、高井幾次郎に師事。ヤマハ発動機の主催するロードレーシングスクールを受講し、全日本ロードレース選手権では、1974年第2戦鈴鹿でジュニア250/350クラス優勝を果たす。その後も連勝を重ね、ジュニア350ccクラスチャンピオンを獲得。

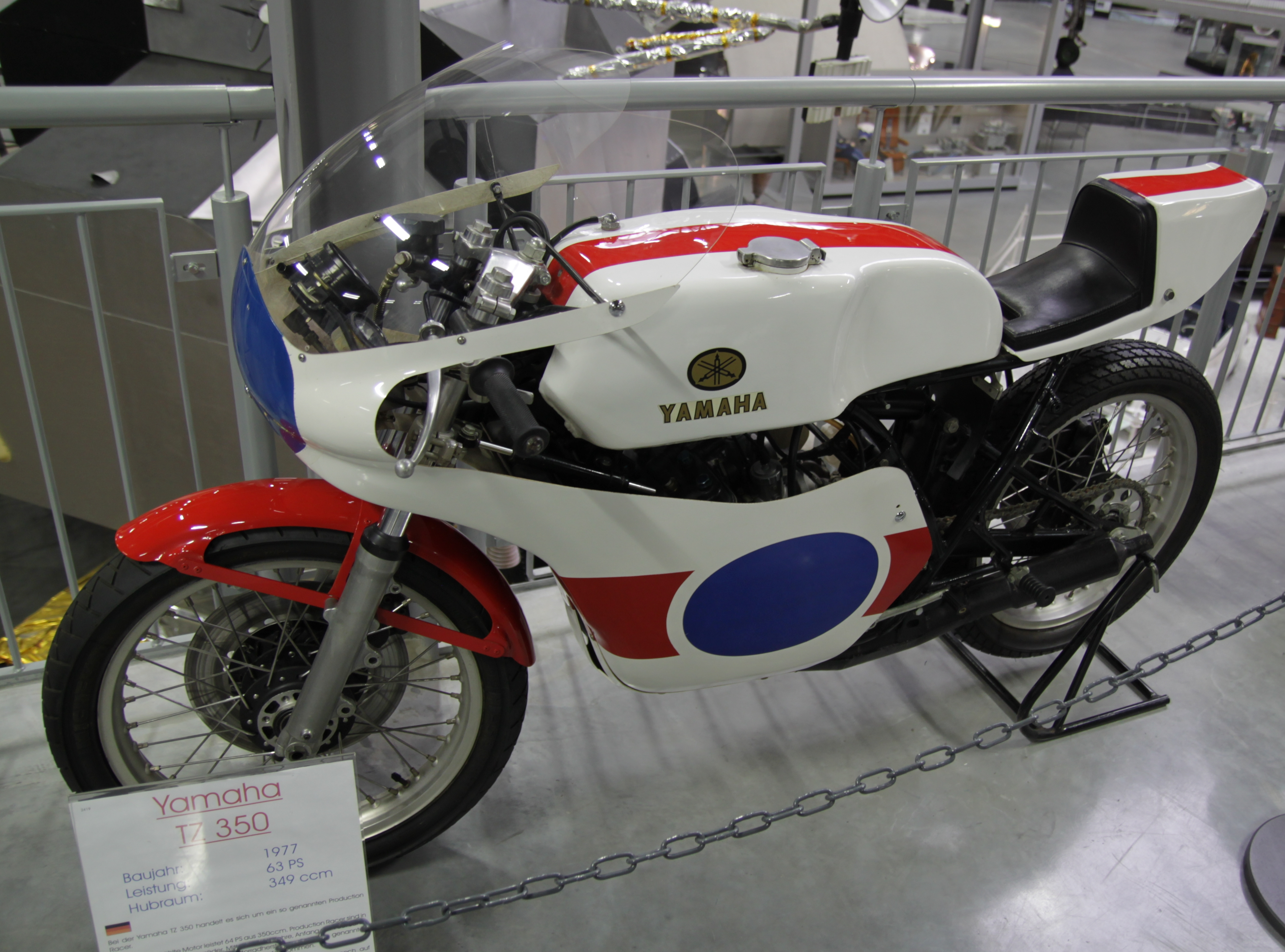
1977年型 ヤマハ・TZ350

1977年は全日本350ccクラスでチャンピオンを獲得するが、当時は750ccから250ccのマシンが1つのレースを混走で走り、その中で参戦者のマシン排気量別に順位を付けて各クラスの選手権が争われるレギュレーションであり、750ccマシンをTZ350で追いかけくらいつく鈴木の走りは高く評価された。最終戦日本GP (鈴鹿)では、ヤマハが125ccクラスにニューマシンYZ125Rを初登場させるため鈴木は125ccクラスにも参戦。このレースで鈴木は優勝しYZ125Rにデビューウィンをもたらした。

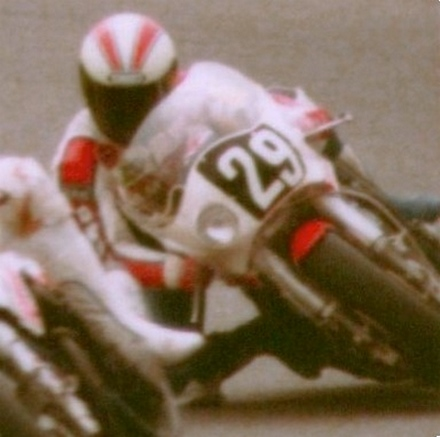
1983年 鈴鹿を走る鈴木

1980年、全日本750ccクラスにヤマハ・TZ500で参戦しチャンピオンを獲得。シーズン後のMFJの取材では「チャンピオンになったけど優勝は1戦だけなので寂しい気持ちがある。来年は優勝回数を増やして名実ともに誇れるチャンピオンを目指したい。チャンピオンの意地を見せたい。」と熱の入ったコメントを残した。また、「菅生のような高速コーナーの多いコースが好きだが、鈴鹿もテクニックが重要で、変化に富んだコースでおもしろいですね。」とコースの好みを語っている。
1981年から全日本ロードレースの実施カテゴリーが再編され最高峰クラスとして500ccクラスが始まると、同クラスにヤマハ・TZ500で1984年までフル参戦。ヤマハからはワークス車両であるYZR用のアルミフレームが供給されてはいたが、TZ500での参戦はYZRやNSを駆る上位陣と比して非力なマシンであり、堅実に中位での完走が多かった。同年10月7日に開催された「TBCビッグロードレース」の500ccクラス総合8位が最後のレースとなった。
レース活動のほか、名古屋市でレザースーツなどのオートバイウェアを自身でプロデュースしたショップ「モトフラッシュOSAMU」を経営していた。

## レース戦歴

### 全日本ロードレース選手権
| 年     | チーム                 | マシン        | 区分    | クラス | 1          | 2     | 3      | 4     | 5          | 6       | 7     | 8      | 9     | 10    | 11    | 順位 | ポイント |
| ------ | ---------------------- | ------------- | ------- | ------ | ---------- | ----- | ------ | ----- | ---------- | ------- | ----- | ------ | ----- | ----- | ----- | ---- | -------- |
| 1978年 | プレイメイトレーシング | ヤマハ・TZ350 | Exp     | 350cc  | SUZ 2      | TSU   | SUZ    | SUZ 2 | TSU        | SUG 3   | SUZ 5 |        |       |       |       | 2位  | 43       |
| 1979年 | プレイメイトレーシング | ヤマハ・TZ350 | 国際A級 | 350cc  | TSU        | SUZ 7 | TSU 4  | TSU   | SUZ 1      | SUG 3   | TSU   | SUZ 4  |       |       |       | 5位  | 48       |
| 1980年 | プレイメイトレーシング | ヤマハ・TZ350 | 国際A級 | 350cc  | TSU 3      | SUZ 1 | SUG    | SUZ   | TSU        | SUZ -   | TSU - | SUG -  | TSU - | SUZ - |       | 8位  | 25       |
| 1980年 | プレイメイトレーシング | ヤマハ・TZ500 | 国際A級 | 750cc  | TSU 不成立 | SUZ - | SUG    | SUZ   | TSU 不成立 | SUZ 3   | TSU 1 | SUG 3  | TSU 2 | SUZ 2 |       | 1位  | 62       |
| 1981年 | プレイメイトレーシング | ヤマハ・TZ500 | 国際A級 | 500cc  | SUZ 1      | SUZ 5 | SUG 6  | SUZ   | SUG 5      | SUZ 4   |       |        |       |       |       | 2位  | 43       |
| 1982年 | プレイメイトレーシング | ヤマハ・TZ500 | 国際A級 | 500cc  | SUZ 4      | TSU 6 | SUZ    | SUG   | SUZ        | TSU     | TSU 4 | SUG 5  | SUZ C |       |       | 7位  | 27       |
| 1983年 | プレイメイトレーシング | ヤマハ・TZ500 | 国際A級 | 500cc  | SUZ 6      | TSU   | SUZ 10 | TSU   | SUG 8      | SUZ 6   | TSU 6 | SUG    | SUZ   |       |       | 9位  | 19       |
| 1984年 | プレイメイトレーシング | ヤマハ・TZ500 | 国際A級 | 500cc  | SUZ 7      | TSU 5 | SUG 6  | SUZ 9 | TSU 7      | SUG Ret | SUZ 7 | TSU 11 | SUG 8 | SUZ 6 | TSU - | 5位  | 77       |

- 太字はポールポジション、斜字はファステストラップ

### 鈴鹿8時間耐久ロードレース
| 年   | チーム           | ペアライダー | 車番 | マシン         | 予選順位 | 決勝順位 | 周回数 |
| ---- | ---------------- | ------------ | ---- | -------------- | -------- | -------- | ------ |
| 1979 | プロショップ高井 | 木下恵司     | 52   | ヤマハ・TZ350  | 9位      | 27位     | 168    |
| 1983 | ヤマハ (間淵俊)  | 上野真一     | 29   | ヤマハ・XJ750E | 16位     | 37位     | 118    |